# Thoiras
Thoiras är en kommun i departementet Gard i regionen Occitanien i södra Frankrike. Kommunen ligger i kantonen Lasalle som tillhör arrondissementet Le Vigan. År 2022 hade Thoiras 447 invånare.

## Befolkningsutveckling
Antalet invånare i kommunen Thoiras
Referens:INSEE